# Budy (powiat hajnowski)
Budy – wieś w Polsce, położona w województwie podlaskim, w powiecie hajnowskim, w gminie Białowieża.
Nazwa nawiązuje do archaicznego typu budynku mieszkalnego: półziemianki z otwartym paleniskiem. Jeszcze w okresie międzywojennym w takich budach mieszkali tu internowani przez rząd II Rzeczypospolitej żołnierze armii powstańczej Stanisława Bułak-Bałachowicza. We wsi znajduje się skansen „Sioło Budy” prezentujący ludowe budownictwo z przedpola Puszczy (nazwa „sioło” w gwarach wschodnich oznacza osadę). Na końcu wsi (w kierunku Teremisek) znajduje się bogate skupisko dębów, wiele z nich w obwodzie mierzy ponad 4 m.

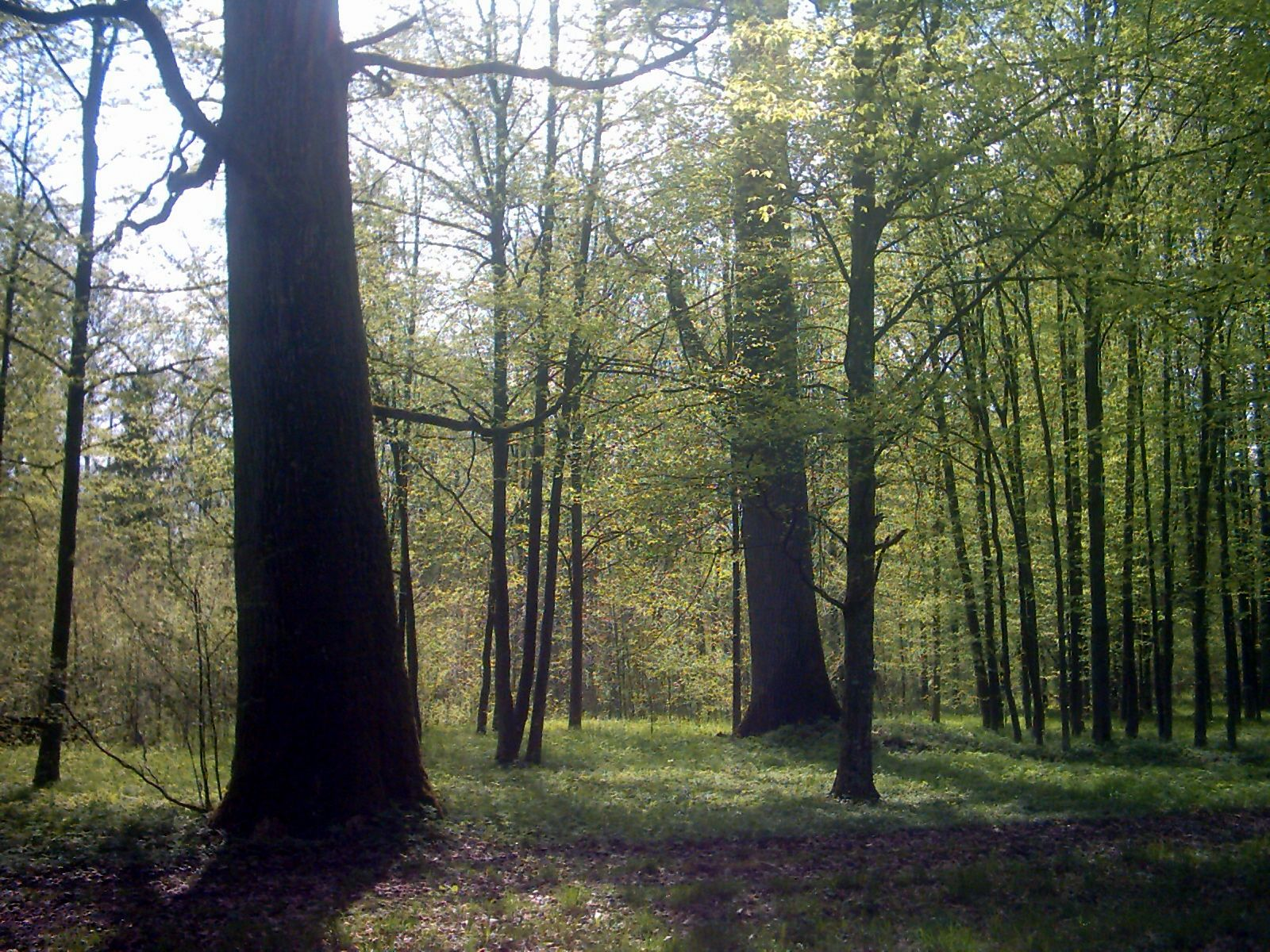
Dąbrowa w Budach

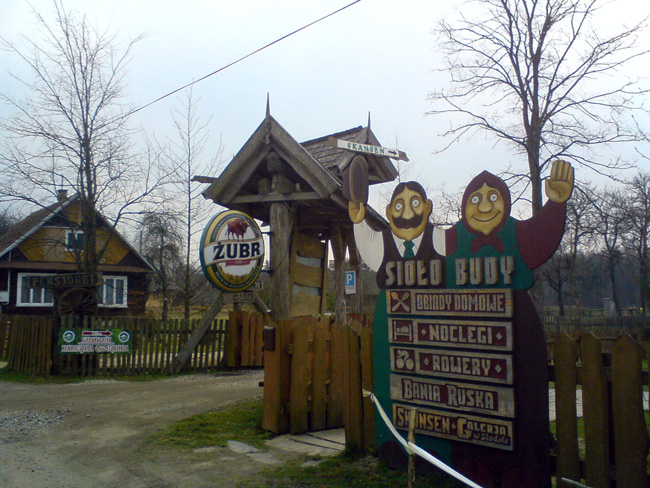
„Sioło Budy”

Prawosławni mieszkańcy wsi należą do parafii św. Mikołaja w Białowieży a wierni kościoła rzymskokatolickiego należą do parafii św. Jana Chrzciciela w Narewce.

## Historia wsi

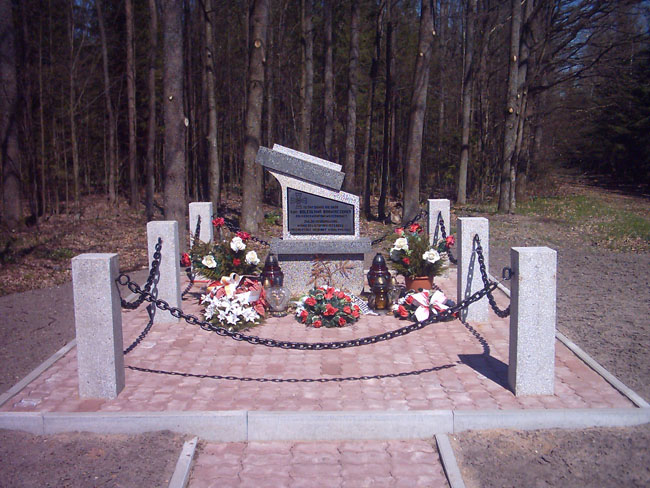
Kopia grobu kaprala Bolesława Bierwiaczonka

Historia wsi Budy, Teremiski i Pogorzelce jest ściśle związana z przebiegiem zasiedlania i użytkowania Puszczy Białowieskiej. Wraz z wejściem Puszczy w 1589 roku w skład królewskich dóbr stołowych zaczęło się kontrolowane użytkowanie Puszczy poprzez „wchody”, czyli prawo użytkowania lasu. Systematyczna eksploatacja Puszczy rozpoczęła się w XVII w. Jej gruntowną reformę wprowadził w XVIII w. Antoni Tyzenhauz, który uruchomił nowe ośrodki dostarczające przetworzone produkty leśne np. węgiel drzewny, smołę, dziegieć, popiół, potaż. Wówczas wewnątrz puszczy powstały osady przemysłowe Budy, Pogorzelce i Teremiski. Do pracy w przemyśle leśnym sprowadzono specjalnie ludność z Mazowsza. Osady puszczańskie zakładane były na ziemiach królewskich w dobrach stołowych. Mieszkańcy byli zwolnieni z odrabiania pańszczyzny. Ich zajęciem poza pracą w lesie był udział w polowaniach monarszych (za tę pracę dostawali dodatkowe wynagrodzenie).
Historia i współczesność wszystkich puszczańskich osad jest podobna. Wszystkie trzy pojawiały się na mapach w XVIII w. Systematycznie rozrastały się do początku XX w. W czasie I wojny światowej wszyscy mieszkańcy opuścili domy i udali się na bieżeństwo w głąb Rosji za wycofującą się armią rosyjską. Po powrocie w latach 1918–1924 odbudowali spalone siedliska. W okresie międzywojennym większość z nich znalazła zatrudnienie w przemyśle drzewnym.

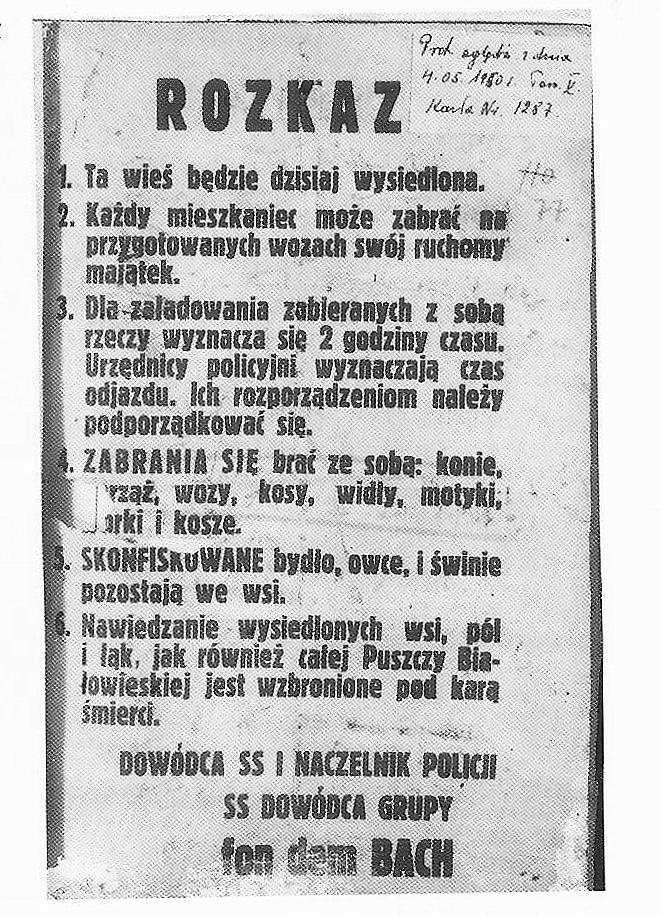
Rozkaz o wysiedleniu mieszkańców wsi terenu Puszczy Białowieskiej podpisany przez Ericha von dem Bacha (fotokopia)

17 września 1939 roku we wsi został pochowany kpr. Bolesław Bierwiaczonek. W 1941 r. wszystkie wsie leżące wewnątrz Puszczy zostały spacyfikowane przez Niemców: domostwa spalono a mieszkańców wysiedlono poza obszar leśny. Podczas pacyfikacji na terenie wsi Budy 25 lipca 1941 r. został zastrzelony przez hitlerowców Józef Dobrzyński. Pacyfikacja ta została dokonana przez 322. batalion policji niemieckiej. Właściciele powrócili po wojnie by ponownie odbudować gospodarstwa. W maju 1945 roku we wsi stacjonował 1 szwadron 5 Brygady Wileńskiej AK pod dowództwem por. Zygmunta Błażejewicza „Zygmunta”. W 1948 roku z inicjatywy Ministerstwa Leśnictwa przygotowano plan przesiedlenia mieszkańców Bud, Teremisek i Pogorzelc na ziemie poniemieckie, w okolice Gołdapi. Opróżnione w ten sposób polany puszczańskie miały zostać zalesione. Wobec braku zainteresowania ze strony mieszkańców w 1949 z akcji przesiedleńczej zrezygnowano.
W latach 1975–1998 miejscowość należała administracyjnie do województwa białostockiego.

## Współcześnie
Współczesne siedliska lokowane są w nawiązaniu do dawnych wzorów: w centrum polany, po obu stronach przecinającej ją drogi. Wsie mają układ szeregówki (utrzymano porządek przestrzenny z XVIII w.). Otoczone są polami uprawnymi i współczesnymi łąkami. Zaprzestano użytkowania wielu działek rolniczych. Zachodzi na nich proces naturalnego zarastania.